# Cr 299
Cr 299 (noto anche come Harvard 10) è un ammasso aperto piuttosto disperso visibile nella costellazione australe del Regolo.

## Osservazione

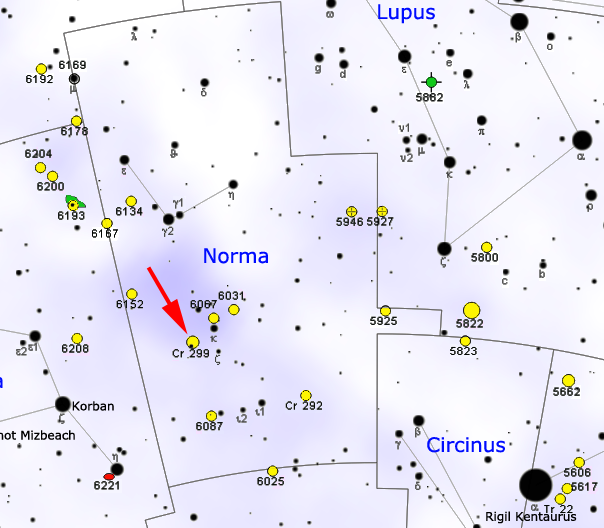
Mappa per individuare Cr 299.

È individuabile nella parte sudorientale della costellazione, sovrapposto a un ricchissimo campo stellare; la sua bassa densità e le sue dimensioni piuttosto estese non aiutano a staccarlo dai campi stellari di fondo, nonostante le sue stelle più luminose siano di magnitudine 7 e 8. Con un binocolo appare come un leggero addensamento di stelle poco contrastato e di forma allungata in senso est-ovest, dominato da una stella gialla verso sudest; con un piccolo telescopio già a bassi ingrandimenti rischia di perdersi la visione d'insieme.
A causa della sua declinazione fortemente meridionale, quest'ammasso può essere osservato soprattutto da osservatori situati nell'emisfero australe della Terra; la sua osservazione dall'emisfero nord è possibile solo in vicinanza delle latitudini tropicali. Il periodo migliore per la sua osservazione nel cielo serale è quello compreso fra maggio e ottobre.

## Storia delle osservazioni
Cr 299 venne osservato da Per Collinder attorno al 1930 e inserito nel suo catalogo di ammassi aperti. A causa della sua bassa densità, era infatti sfuggito agli astronomi dell'Ottocento.

## Caratteristiche
Cr 299 è un ammasso aperto poco cospicuo situato alla distanza di circa 915 parsec (2980 anni luce) sul bordo esterno del Braccio del Sagittario. La sua età non è ben determinata, ma dato che la sua stella più massiccia ha classe spettrale B9 è lecito aspettarsi che quelle che furono le componenti maggiori abbiano già terminato il proprio ciclo vitale; ciò è indice di un'età relativamente avanzata. Studi fotometrici hanno permesso di individuare 71 stelle membri su 340 prese in esame.